# Benjamin Gischard
Benjamin Manuel Gischard (Zürich, 1995. november 17. –) Európa-bajnoki ezüstérmes svájci tornász.

## Sportpályafutása
1995-ben született Zürichben. Ötéves kora óta tornázik, a nemzeti válogatottnak 2014-ben lett a tagja. Első nemzetközi megmérettetésére a kínai Nanningban rendezett világbajnokságon került sor, ahol legjobb eredménye egy csapat összetett hetedik és ugrásgyakorlat 21. helyezés. Miután sikeresen kvalifikálta magát a 2016-os nyári olimpiára 20 évesen ott lehetett Rióban, s ahonnan egy csapat összetett 9. hellyel térhetett haza. Ugyanitt talajon és ugrásban egyaránt a 12. helyen végzett.
A 2015-ös tornász Európa-bajnokságon, Montpellierben a 6. helyen zárt az ugrás döntőjében, majd a következő évben, a hazai rendezésű berni Európa-bajnokságon bronzérmet nyert a svájci csapattal. A 2018 augusztusában, a skóciai Glasgowban rendezett Eb-n elért legjobb eredménye egy 15. hely lett a lólengés szerenkénti selejtezőjében, októberben pedig, a dohai vb-n csapattal a 6. helyen zárt, míg talajon a 11. helyen végzett.
2019-ben, Szczecinben talajon 4. lett, ugrásban pedig az 5., később, a csapattal a hetedik helyen végeztek a stuttgarti vb-n. A nagy áttörést a 2021-es év hozta el számára, amikor is az orosz Nyikita Nagornij mögött ezüstérmet nyer talajon a bázeli Európa-bajnokságon, ezzel megszerezve az első egyéni érmét Európa-bajnokságról.